# Schadenverhütung
Schadenverhütung (auch Schadenprävention) sind im Risikomanagement und Schadenmanagement alle Maßnahmen und Verhaltensweisen, die auf eine Verminderung oder Vermeidung von Schäden abzielen.

## Allgemeines
Schäden, die es gilt zu verhüten, sind Personen- oder Sachschäden. Im engeren Sinne bezieht sich der Begriff Schadenverhütung auf Schäden an Sachwerten. Im Zusammenhang mit Personenschäden wird dagegen der Begriff Unfallverhütung verwandt. Die Schadenverhütung ist ein wichtiges Forschungsgebiet der Schadenforschung und Versicherungswissenschaft. Die Schadenverhütung wirkt zwar als Prävention vor dem Eintritt eines Schadensereignisses und soll dieses nach Möglichkeit verhindern, erstreckt sich aber ebenso auf eine ex-post-Analyse eingetretener Schäden beispielsweise bei Rückversicherungen. Durch Schadenverhütung sollen die Schadenshäufigkeit bzw. die Schadeneintrittswahrscheinlichkeit und/oder – falls doch Schäden eintreten – die Schadenhöhe gemindert werden.

## Arten
Die Schadenverhütung kann nach dem Risikoträger des Schadens unterteilt werden in einzelne Wirtschaftssubjekte (Unternehmen, Privathaushalte oder den Staat mit seinen Untergliederungen), eine Gruppe von Wirtschaftssubjekten und die öffentlich organisierte, durch staatliche Institutionen betriebene Schadenverhütung. Schadenprävention obliegt somit nicht nur dem einzelnen Risikoträger, sondern auch sozialen Gruppen bis hin zum Staat. 

## Prozess der Schadenverhütung
Wie beim Risikomanagement beginnt auch die Schadenverhütung mit dem Erkennen und Identifizieren von Gefahren. Es folgen Risikoanalyse, Risikoquantifizierung, Risikoaggregation, Risikobeurteilung, Risikobewertung und – sofern ein Schaden eingetreten ist – die Risikobewältigung. Aus jedem der Prozessschritte können Erkenntnisse für die künftige Schadenverhütung gewonnen werden. 

## Rechtsnormen und Institutionen
Zahlreiche Rechtsnormen sollen präventiv für Schadenverhütung sorgen. Zu erwähnen sind Schadenverhütungsbestimmungen unter anderem in Arbeitsschutz, Arbeitssicherheit, Bauwesen, Brandschutz, Energieversorgung, Gesundheitsschutz, Katastrophenschutz, Umweltschutz oder Verkehrssicherheit. Im Rahmen der gesetzlichen Unfallversicherung beeinflussen die Berufsgenossenschaften weitgehend die Unfallverhütung am Arbeitsplatz. Weitere Institutionen wie das Deutsche Institut für Normung, Institut für Schadenverhütung und Schadenforschung, die Materialprüfanstalten, Technischen Überwachungsvereine oder die Deutsche Bunsen-Gesellschaft für Physikalische Chemie leisten umfangreiche Schadenverhütungsarbeit. 

## Versicherungswirtschaft
Der günstigste Schadenfall ist für ein Versicherungsunternehmen der, der erst gar nicht eintritt. Große Versicherer, insbesondere in der Feuer-, Leitungswasser-, Einbruchsdiebstahl- und Kfz-Haftpflichtversicherung, unterhalten Abteilungen für Schadenverhütung. Die VdS Schadenverhütung ist Europas größtes Institut für Unternehmenssicherheit und eine 100%ige Tochtergesellschaft des Gesamtverband der Deutschen Versicherungswirtschaft (GDV), der auch die Unfallforschung der Versicherer betreibt. Daneben besteht in Köln ein „Büro Schadenverhütung“ des GDV.
Im Versicherungswesen gehören zu den typischen Obliegenheiten des Versicherungsnehmers die Anzeigepflicht über Gefahrumstände (§ 19 VVG), Gefahrerhöhung (§ 23 Abs. 2 VVG, § 26 Abs. 2 VVG, § 57 Abs. 2 VVG) und die Rechtsfolgen der Verletzung vertraglicher Obliegenheiten (§ 28 Abs. 2 VVG). Verletzt der Versicherungsnehmer diese Obliegenheiten, kann der Versicherer den Versicherungsvertrag kündigen oder sich im Versicherungsfall auf die Leistungsfreiheit berufen. Prämienrückerstattungen, Schadenfreiheitsrabatte und Selbstbeteiligungen in der Kranken- und Sachversicherung erreichen einen schadenverhütenden Einfluss.
Die öffentlichen Versicherer sind durch ihre Satzungen der Schadenverhütung besonders verpflichtet. Sie unterhalten daher gemeinsam das Institut für Schadenverhütung und Schadenforschung e. V. (IFS) und geben die Zeitschrift für Schadenverhütung und Schadenforschung „schadenprisma“ heraus.

## Wirtschaftliche Aspekte
Jede Art von Schaden – ob versichert oder nicht – verursacht Einkommens- oder Vermögensverluste für den Schadensersatzpflichtigen. Bei größerer Sorgfalt – auch durch Anwendung der Regeln für Schadenverhütung – wäre ein großer Teil der eintretenden Schäden vermeidbar. Die Schadenverhütung beginnt bereits damit, dass der Betreiber von technischen Anlagen eine Betriebserlaubnis von einer hierfür zuständigen Behörde einholen muss. Auch die Befolgung von technischen Daten und die Einhaltung von Grenzwerten hilft zur Schadenverhütung bei jeder Art von Gebrauchsgegenständen oder technischen Anlagen. Die Schadenverhütung befreit die Wirtschaft von unproduktiven Lasten und Kosten und steigert dadurch die Lebenshaltung des Individuums, ohne dass sein Einkommen erhöht zu werden braucht.